# Joakim Larsson (företagsledare)
Joakim Larsson, folkbokförd Knut Joachim Manfred Larsson, född 3 december 1957 i Umeå stadsförsamling i Västerbottens län, död 11 november 2024 i Tegs distrikt i Umeå, var en svensk företagsledare, bror till författaren Stieg Larsson och förvaltare av rättigheterna till hans verk.
Joakim Larsson var son till tecknaren och dekoratören Erland Larsson (född 1935) och försäljaren Vivianne, ogift Boström (1935–1991). Efter brodern Stieg Larssons död 2004 ärvde han tillsammans med sin far brodern, som ej efterlämnade giltigt testamente. För att förvalta rättigheterna till broderns verk i form av bland annat Millenniumtrilogin bildades då företaget Moggliden AB. Joakim Larsson var verkställande direktör för företaget. Han medverkade 2011 i TV-programmet Skavlan. 2012 bildades Stieg Larssons Stiftelse.